# Objetivos de control para la información y tecnologías relacionadas
Objetivos de Control para las Tecnologías de la Información y Relacionadas (COBIT, en inglés: Control Objectives for Information and related Technology) es una guía de mejores prácticas presentada como framework, dirigida al control y supervisión de tecnología de la información (TI). Mantenida por ISACA (en inglés: Information Systems Audit and Control Association) y el IT GI (en inglés: IT Governance Institute), tiene una serie de recursos que pueden servir de modelo de referencia para la gestión de TI, incluyendo un resumen ejecutivo, un framework, objetivos de control, mapas de auditoría, herramientas para su implementación y principalmente, una guía de técnicas de gestión.
Historia de COBIT (Copyright ISACA).

## Principios COBIT
Los principios son:
1. Satisfacer las necesidades de las partes interesadas
2. Cubrir la organización de forma integral
3. Aplicar un solo marco integrado
4. Habilitar un enfoque holístico
5. Separar el Gobierno de la Gestión

## Ediciones
La primera edición fue publicada en 1996; la segunda edición en 1998; la tercera edición en 2000 (la edición en línea estuvo disponible en 2003); la cuarta edición en diciembre de 2005, y la versión 4.1 está disponible desde mayo de 2007.

### COBIT 4.1.4
En su cuarta edición, COBIT tiene 34 procesos que cubren 210 objetivos de control (específicos o detallados) clasificados en cuatro dominios:
1. Planificación y Organización (Plan and Organize))
2. Adquisición e Implantación (Acquire and Implement)
3. Entrega y Soporte (Deliver and Support)
4. Supervisión y Evaluación (Monitor and Evaluate)

### COBIT 5
ISACA lanzó el 10 de abril de 2012 una edición de este marco de referencia. COBIT 5 es la última edición del framework mundialmente aceptado, el cual proporciona una visión empresarial del Gobierno de TI que tiene a la tecnología y a la información como protagonistas en la creación de valor para las empresas.
COBIT 5 se basa en COBIT 4.1, y a su vez lo amplía mediante la integración de otros importantes marcos y normas como Val IT y Risk IT, ITIL y las normas ISO relacionadas en esta norma.

#### Beneficios
COBIT 5 ayuda a empresas de todos los tamaños a:
- Optimizar los servicios el coste de las TI y la tecnología
- Apoyar el cumplimiento de las leyes, reglamentos, acuerdos contractuales y las políticas
- Gestión de nuevas tecnologías de información

#### COBIT para la seguridad de la información
En el mes de junio de 2012, ISACA lanzó "COBIT 5 para la seguridad de la información", actualizando la última versión de su marco a fin de proporcionar una guía práctica en la seguridad de la empresa, en todos sus niveles prácticos.
“COBIT 5 para seguridad de la información puede ayudar a las empresas a reducir sus perfiles de riesgo a través de la adecuada administración de la seguridad. La información específica y las tecnologías relacionadas son cada vez más esenciales para las organizaciones, pero la seguridad de la información es esencial para la confianza de los accionistas”.

### COBIT 2019
Versión del 2019 complementaria a COBIT 5 busca ayudar en la gestión empresarial a través de información y tecnologías independientemente del lugar de origen.
ISACA, publica COBIT 2019, una actualización que agrega factores de diseño y áreas de enfoque para hacerlo más práctico y personalizable.
COBIT 2019 a los 25 años de desarrollo ha sembrado el proceso de comprensión, diseño e implementación de la gobernanza empresarial de TI (EGIT). COBIT 2019.
Lo nuevo de COBIT 2019:
- Introducen nuevos conceptos y se explica la terminología: el modelo central de COBIT y sus 40 objetivos de gobernanza y gestión proporcionan la plataforma para establecer su programa de gobernanza
- El sistema de gestión del rendimiento se actualiza y permite la flexibilidad de utilizar mediciones de madurez y mediciones de capacidad.
- Las introducciones a los factores de diseño y las áreas de enfoque ofrecen orientación práctica adicional sobre la adopción flexible de COBIT 2019, ya sea para proyectos específicos o implementación completa

COBIT es un marco para el gobierno y la gestión de la información y la tecnología de la empresa, dirigido a toda la empresa. TI empresarial significa toda la tecnología y el procesamiento de información que la empresa implementa para lograr sus objetivos, independientemente de dónde ocurra esto en la empresa. En otras palabras, la TI empresarial no se limita al departamento de TI de una organización, sino que ciertamente lo incluye.

## Misión
La misión de COBIT es "investigar, desarrollar, publicar y promocionar un conjunto de objetivos de control generalmente aceptados para las tecnologías de la información que sean autorizados (dados por alguien con autoridad), actualizados, e internacionales para el uso del día a día de los gestores de negocios (también directivos) y auditores". Gestores, auditores, y usuarios se benefician del desarrollo de COBIT porque les ayuda a entender sus Sistemas de Información (o tecnologías de la información) y decidir el nivel de seguridad y control que es necesario para proteger los activos de sus compañías mediante el desarrollo de un modelo de administración de las tecnologías de la información.